# Списък с епизоди на „Животът и приключенията на Джунипър Лий“
Това е списъкът с епизоди на анимационния сериал „Животът и приключенията на Джунипър Лий“ с оригиналните дати на излъчване в САЩ и България. Епизодът „Конгресът на чудовищата“ не е излъчен по Нова телевизия, а по Cartoon Network и затова няма алтернативно заглавие. Епизодът „Джунипър Лий среща Великденското зайче“ не е излъчен и по двата канала, затова преводът му е напълно неофициален.

## Сезон 1
| Номер | Заглавие                                                                                         | Първо излъчване в САЩ | Първо излъчване в България                                                     |
| ----- | ------------------------------------------------------------------------------------------------ | --------------------- | ------------------------------------------------------------------------------ |
| 01    | Проваленият рожден ден или Пак ти провалих партито (It's Your Party and I'll Whine if I Want To) | 30 май 2005 г.        | 5 ноември 2008 г.                                                              |
| 02    | Мумията или Алчната мумия „Хапни ме“ (I've Got My Mind on My Mummy and My Mummy on My Mind)      | 5 юни 2005 г.         | 6 ноември 2008 г. (В България този епизод е излъчен след Нов шегаджия в града) |
| 03    | Голямото плячкосване или Обладани от викинги (It Takes a Pillage)                                | 12 юни 2005 г.        | 5 ноември 2008 г.                                                              |
| 04    | Нов шегаджия в града или Първоаприлски поразии (New Trickster in Town)                           | 19 юни 2005 г.        | 6 ноември 2008 г.                                                              |
| 05    | Не и в моя двор или Неканеният гост (Not in My Backyard)                                         | 26 юни 2005 г.        | 7 ноември 2008 г.                                                              |
| 06    | Влизай, сънчо или Повелителят на сънищата (Enter Sandman)                                        | 3 юли 2005 г.         | 7 ноември 2008 г.                                                              |
| 07    | Вещицата е жива или Старата вещица се върна (Ding Dong the Witch Ain't Dead)                     | 10 юли 2005 г.        | 10 ноември 2008 г.                                                             |
| 08    | Елфът помощник или Помощникът елф (I'll Get By with a Little Help from My Elf)                   | 17 юли 2005 г.        | 10 ноември 2008 г.                                                             |
| 09    | Животът според Риж или Денис – великият чародей (The World According to L.A.R.P.)                | 24 юли 2005 г.        | 11 ноември 2008 г.                                                             |
| 10    | Почивка за магията или Магия във ваканция (Magic Takes a Holiday)                                | 31 юли 2005 г.        | 11 ноември 2008 г.                                                             |
| 11    | Моля те, убий ме или Ашли – най-добрата фея (Take My Wife, Please)                               | 7 август 2005 г.      | 12 ноември 2008 г.                                                             |
| 12    | Запознай се с нашите или Среща с татко (Meet the Parent)                                         | 14 август 2005 г.     | 12 ноември 2008 г.                                                             |
| 13    | Конгресът на чудовищата (Monster Con)                                                            | 21 август 2005 г.     | 13 октомври 2009 г.                                                            |

## Сезон 2
| Номер | Заглавие                                                                                                  | Първо излъчване в САЩ | Първо излъчване в България |
| ----- | --- | --------------------- | -------------------------- |
| 14    | Хелоуин или Джунипър мрази Хелоуин (It's the Great Pumpkin, Juniper Lee)                                  | 9 октомври 2005 г.    | 13 ноември 2008 г.         |
| 15    | Какво стана с брат ми или В какво се превърна, братко? (Oh Brother, What Art Thou?)                       | 14 януари 2006 г.     | 13 ноември 2008 г.         |
| 16    | Голямото бягство или Голямото бягство (The Great Escape)                                                  | 21 януари 2006 г.     | 14 ноември 2008 г.         |
| 17    | Ден за снимки или Ден за снимка (Picture Day)                                                             | 28 януари 2006 г.     | 14 ноември 2008 г.         |
| 18    | Джун става звезда или Джунипър – супер звезда (Star Quality)                                              | 3 февруари 2006 г.    | 17 ноември 2008 г.         |
| 19    | Сняг на бат мицва или Най-драматичният празник (There's No Mitzvah Like Snow Mitzvah)                     | 11 март 2006 г.       | 17 ноември 2008 г.         |
| 20    | Железен юмрук или Комиксите оживяват (Bada Bing, Bada Boomfist)                                           | 17 март 2006 г.       | 18 ноември 2008 г.         |
| 21    | Приключенията на детегледачката или Как започна всичко? (Adventures in Babysitting)                       | 24 март 2006 г.       | 18 ноември 2008 г.         |
| 22    | Джунипър Лий среща Великденското зайче (June's Egg-cellent Adventure: Juniper Lee Meets the Easter Bunny) | 14 април 2006 г.      | не е излъчен               |
| 23    | Аз съм досущ като теб или Двойниците (I've Got You Under My Skin)                                         | 12 май 2006 г.        | 19 ноември 2008 г.         |
| 24    | Добре дошъл, прилеп-видра или Страшните прилепи-видри (Welcome Bat Otter)                                 | 6 юни 2006 г.         | 19 ноември 2008 г.         |
| 25    | Кучешка изложба или Кучешката изложба (Dog Show Afternoon)                                                | 15 юни 2006 г.        | 20 ноември 2008 г.         |
| 26    | Среща мечта или Танците (Dream Date)                                                                      | 20 юни 2006 г.        | 20 ноември 2008 г.         |

## Сезон 3
| Номер | Заглавие                                                                                  | Първо излъчване в САЩ | Първо излъчване в България |
| ----- | ----------------------------------------------------------------------------------------- | --------------------- | -------------------------- |
| 27    | Купонджии или Щурото парти (Party Monsters)                                               | 16 август 2006 г.     | 21 ноември 2008 г.         |
| 28    | Кой е твоят татко или Лошият татко (Who's Your Daddy)                                     | 24 август 2006 г.     | 16 май 2009 г.             |
| 29    | Битка за вода или За какво се борим? (Water We Fighting For?)                             | 30 август 2006 г.     | 17 май 2009 г.             |
| 30    | Огромните крака или Твърде голямата стъпка (Feets Too Big)                                | 8 септември 2006 г.   | 23 май 2009 г.             |
| 31    | Гражданката Джун или Изборите (Citizen June)                                              | 15 септември 2006 г.  | 24 май 2009 г.             |
| 32    | Гримирай ме преди да си тръгнеш или Грим, прически и комети (Make Me Up Before You Go-Go) | 27 септември 2006 г.  | 30 май 2009 г.             |
| 33    | Сянка от миналото или Сянка от миналото (Out of the Past)                                 | 29 септември 2006 г.  | 31 май 2009 г.             |
| 34    | Запечатано с юмрук или Дружба, скрепена с юмрук (Sealed With a Fist!)                     | 3 ноември 2006 г.     | 6 юни 2009 г.              |
| 35    | Малката голяма баба или Малката голяма А-ма (Little Big Mah)                              | 10 ноември 2006 г.    | 7 юни 2009 г.              |
| 36    | Аз съм те Хуан Зе или Аз съм Те Шуан Дзе! (Te Xuan Me?)                                   | 24 ноември 2006 г.    | 13 юни 2009 г.             |
| 37    | Храна за нищо или Опасната храна (Food for Naught)                                        | 1 декември 2006 г.    | 14 юни 2009 г.             |
| 38    | Помощ за Х.С.М. или Внедрен при врага (A Helping H.A.M.)                                  | 15 декември 2006 г.   | 20 юни 2009 г.             |
| 39    | (неизвестен превод) или Кино вълнения (The Kids Stay in the Picture)                      | 6 февруари 2006 г.    | 21 юни 2009 г.             |
| 40    | Недостижима свобода или По всеки възможен начин (Every Witch Way But Loose)               | 9 април 2006 г.       | 27 юни 2009 г.             |